# Идунн
Идунн (Iðunn, также Iduna) — в германо-скандинавской мифологии богиня вечной юности, дочь карлика Ивальди, супруга Браги, бога поэзии и красноречия.
Идунн («обновляющая»), в скандинавской мифологии богиня-хранительница чудесных молодильных яблок. Волшебную яблоню лелеяли и охраняли три мудрые норны. Только богине весны Идунн позволяли они собирать чудесные плоды. Из своего неистощимого ларца Идунн раздавала золотые яблоки, благодаря которым боги сохраняли вечную молодость. Эти драгоценные дары хотели похитить великаны, желавшие лишить богов их силы и юности. Однажды Локи попал в плен к великану Тьяцци, и в обмен на свободу пообещал украсть у Идунн золотые яблоки. Вернувшись в Асгард, Локи рассказал Идунн о яблоках, якобы имевших ещё более чудодейственные свойства и найденных им неподалёку; доверчивая богиня отправилась с ним в лес, где в обличье орла её поджидал Тьяцци.
Когтистыми лапами он схватил Идунн вместе с её яблоками и унес в Етунхейм, землю великанов. Утрата яблок сразу состарила богов, глаза их затуманились, кожа стала дряблой, разум ослабел. Над Асгардом нависла угроза смерти.
В конце концов Один собрал остатки сил и нашёл Локи. Угрожая ему смертью, он приказал предателю немедленно вернуть Идунн и чудесные яблоки. Локи, обернувшись соколом, полетел во владения Тьяцци, превратил Идунн в орех и вернулся с ней домой. Великан в обличье орла пустился следом за ними и попытался настичь беглецов, но, перелетая через высокие стены Асгарда, сгорел в пламени разведённых на стенах костров и превратился в горстку пепла. Локи вернул Идунн её настоящий вид, и она раздала больным богам яблоки.
Легенды о золотых яблоках, символе молодости и плодовитости, известны и в греческой мифологии (яблоки Гесперид).
В честь Идунн назван астероид (176) Идуна, открытый в 1877 году.